# AutoMag
AutoMag — серия крупнокалиберных пистолетов производства Arcadia Machine and Tool.

## Пистолеты AutoMag
- AMT Auto Mag model 180 — самозарядный пистолет калибра .44 AMP и .357 АМР. Был разработан в 1966—1971 годах Гарри Сэнфордом. Пистолеты были дорогостоящими и боеприпасы не были доступными, что привело к банкротству AutoMag в 1982 году, всего было выпущено ~9 500 пистолетов. Репутация и внешность пистолета сделали его популярным в кино и романах.

Начиная с версии II все пистолеты уже базировались на платформе Browning/Colt M1911, при этом название AutoMag стали писать одним словом.
- AMT Baby AutoMag — мелкокалиберный самозарядный пистолет разработанный Брайаном Мейнардом. Пистолет является репликой оригинального AMT Auto Mag model 180, но под патрон .22 LR. Всего было выпущено 1000 экземпляров. Пистолет изготовлен из нержавеющей стали с рукояткой из орехового дерева, длиной ствола в 215,9 мм и имеет 10-зарядный магазин.

- AMT AutoMag II — самозарядный пистолет под патрон .22 WMR. Пистолеты выпускаются со стволом длиной 150 мм, 110 мм и 85,7 мм.
- AMT AutoMag III — самозарядный пистолет, разработанный Гарри Сэнфордом под винтовочный патрон .30 Carbine и 9mm Winchester Magnum. Пистолет изготовлен из нержавеющей стали и имеет 8-зарядный магазин.
- AMT AutoMag IV — самозарядный пистолет большого калибра, разработанный Гарри Сэнфордом под патрон .45 Winchester Magnum и 10mm Magnum. Пистолет изготовлен из нержавеющей стали и имеет 7-зарядный магазин.
- AMT AutoMag V  — самозарядный пистолет большого калибра, разработанный Гарри Сэнфордом под патрон .50 Action Express. Пистолет изготовлен из нержавеющей стали и имеет 7-зарядный магазин.
- AMT AutoMag .440 — самозарядный пистолет калибра .440 Cor-Bon. Всего был изготовлен только один рабочий прототип. Пистолет имеет длину ствола в 190,5 мм и 5-зарядный магазин.